# Diócesis de Nachingwea
La diócesis de Nachingwea (en latín: Dioecesis Nachingveaensis, en inglés: Roman Catholic Diocese of Nachingwea y en suajili: Jimbo Katoliki la Nachingwea) fue una circunscripción eclesiástica de la Iglesia católica en Tanzania. Se trataba de una diócesis latina, sufragánea de la arquidiócesis de Dar es-Salam. Fue suprimida el 17 de octubre de 1986 y restaurada como diócesis titular en enero de 2009. Desde el 16 de julio de 2022 su obispo titular es Masilo John Selemela.

## Territorio y organización
La diócesis extendía su jurisdicción sobre los fieles católicos de rito latino residentes inicialmente en los distritos de Tunduru (en la región de Ruvuma), Masasi (en la región de Mtwara) y la parte del distrito de Nachingwea (en la región de Lindi), que limita al oeste con la ciudad de Mnero. En 1964 se amplío con el distrito de Liwale de la región de Lindi.
La sede de la diócesis se encontraba en la ciudad de Nachingwea.
En 1980 en la diócesis existían 18 parroquias.

## Historia
La diócesis de Nachingwea fue erigida el 5 de agosto de 1963 mediante la bula Quotiens datur del papa Pablo VI, obteniendo el territorio de la abadía territorial de Ndanda (hoy diócesis de Mtwara).
El 9 de julio de 1964, mediante el decreto Cum in territorio de la Congregación de Propaganda Fide, adquirió el distrito de Liwale de la arquidiócesis de Dar es-Salam.
El 17 de octubre de 1986 cedió una parte de su territorio para la erección de la diócesis de Tunduru-Masasi mediante la bula Cogitantes de Ecclesia del papa Juan Pablo II y al mismo tiempo tomó el nombre de diócesis de Lindi.

### Diócesis titular
Desde enero de 2009 Nachingwea figura entre las sedes episcopales titulares de la Iglesia católica. Desde el 16 de julio de 2022 el obispo titular es Masilo John Selemela, obispo auxiliar de la arquidiócesis de Pretoria.

## Estadísticas
Según el Anuario Pontificio 1981 la diócesis tenía a fines de 1980 un total de 56 457 fieles bautizados.
| Año                                                                             | Población            | Población | Población      | Sacerdotes | Sacerdotes    | Sacerdotes    | Bautizados por sacerdote | Diáconos permanentes | Religiosos | Religiosos | Parroquias |
| Año                                                                             | Bautizados católicos | Total     | % de católicos | Total      | Clero secular | Clero regular | Bautizados por sacerdote | Diáconos permanentes | Varones    | Mujeres    | Parroquias |
| ------------------------------------------------------------------------------- | -------------------- | --------- | -------------- | ---------- | ------------- | ------------- | ------------------------ | -------------------- | ---------- | ---------- | ---------- |
| 1969                                                                            | 35 000               | 275 000   | 12.7           | 27         | 1             | 26            | 1296                     |                      | 42         | 9          | 13         |
| 1980                                                                            | 56 457               | 572 000   | 9.9            | 27         | 10            | 17            | 2091                     |                      | 36         | 26         | 18         |
| Fuente: Catholic-Hierarchy, que a su vez toma los datos del Anuario Pontificio. |                      |           |                |            |               |               |                          |                      |            |            |            |

## Episcopologio

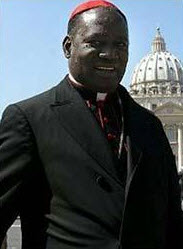
Polycarp Pengo, fue el último obispo de Nachingwea

- Arnold Ralph Cotey, S.D.S. † (5 de agosto de 1963-11 de noviembre de 1983 renunció)
- Polycarp Pengo (11 de noviembre de 1983-17 de octubre de 1986 nombrado obispo de Tunduru-Masasi)

### Obispos titulares
- Benjamin S. Phiri (15 de enero de 2011-3 de julio de 2020 nombrado obispo de Ndola)
- Masilo John Selemela, desde el 16 de julio de 2022